# Raemon
Raemon és una concentració de població designada pel cens dels Estats Units a l'estat de Carolina del Nord. Segons el cens del 2000 tenia 212 habitants.

## Demografia
Segons el cens del 2000, Raemon tenia 212 habitants, 74 habitatges i 56 famílies. La densitat de població era de 18,9 habitants per km².
Dels 74 habitatges en un 43,2% hi vivien nens de menys de 18 anys, en un 54,1% hi vivien parelles casades, en un 21,6% dones solteres, i en un 23% no eren unitats familiars. En el 20,3% dels habitatges hi vivien persones soles el 9,5% de les quals corresponia a persones de 65 anys o més que vivien soles. El nombre mitjà de persones vivint en cada habitatge era de 2,86 i el nombre mitjà de persones que vivien en cada família era de 3,26.
Per edats la població es repartia de la següent manera: un 32,5% tenia menys de 18 anys, un 11,8% entre 18 i 24, un 26,9% entre 25 i 44, un 21,7% de 45 a 60 i un 7,1% 65 anys o més.
L'edat mediana era de 30 anys. Per cada 100 dones de 18 o més anys hi havia 68,2 homes.
La renda mediana per habitatge era de 10.391 $ i la renda mediana per família de 12.656 $. Els homes tenien una renda mediana de 16.250 $ mentre que les dones 23.750 $. La renda per capita de la població era de 6.585 $. Entorn del 49,2% de les famílies i el 65,9% de la població estaven per davall del llindar de pobresa.

## Poblacions més properes
El següent diagrama mostra les poblacions més properes.